# Юй Цзыди
Юй Зиди (кит. трад. 于子迪, пиньинь Yú Zǐdí; род. 6 октября 2012) ― китайская пловчиха, специализирующаяся в комплексном плавании. Бронзовый призёр чемпионата мира 2025 года. Самая юная призёр взрослых чемпионатов мира (в возрасте 12 лет).

## Биография
Родилась 16 октября 2012 года в Баодине, Китай.
В 2024 году, в возрасте 11 лет, Юй приняла участие в отборочном заплыве на летние Олимпийские игры 2024 года на дистанции 400 метров комплексным плаванием. Её время составило 4:40,97, что всего лишь на две с половиной секунды больше квалификационного времени в 4:38,53.
В 2025 году, в возрасте двенадцати полных лет, Юй приняла участие во взрослом на чемпионате мира в Сингапуре. Стала самым юным призёром за всю историю чемпионатов мира, завоевав бронзовую медаль в эстафете 4 по 200 метров вольным стилем. Примечательно, что Юй плыла за команду только на предварительном этапе. Во всех личных финалах заняла четвертое место: 200 метров комплексом, 200 метров баттерфляем и 400 комплексом. В финале 200 комплексом уступила третьему месту 0,06 секунды. В финале 200 баттерфляем уступила бронзовому призеру 0,31 секунды. В индивидуальном заплыве на 400 метров комплексным плаванием Юй уступила двум серебряным призёрам 0,5 секунды..